# Dmitri Walentinowitsch Pissarenko
Dmitri Walentinowitsch Pissarenko (russisch Дмитрий Валентинович Писаренко; * 16. Mai 1959 in Moskau, UdSSR; † 20. Februar 2021 ebenda) war ein russischer Schauspieler und Synchronsprecher.

## Leben
Von 1974 bis 1976 spielte er am Moskauer Theater des Lenin Komsomol. Im Jahr 1980 absolvierte er die Schtschepkin-Theaterhochschule. Er trat von 1980 bis 1995 im Maly-Theater auf, und anschließend arbeitete er am Moscow New Drama Theatre in der Theaterschule "School of the Modern Play". Er spielte im Zeitraum von 1979 bis 2008 in insgesamt 24 Filmen, hauptsächlich der Genres Geschichte und Drama. Besondere Erfolge feierte er mit der Darstellung des Fjodor Basmanow im Film Iwan der Schreckliche aus dem Jahr 1991, und trug maßgeblich zu dessen Bild bei.